# 389
389 (CCCLXXXIX) je bilo navadno leto, ki se je po julijanskem koledarju začelo na ponedeljek.

## Dogodki
- 1. januar

## Rojstva
- Fan Je, kitajski zgodovinar in politik († 446)
- Gajserik, kralj Vandalov († 477)